# Lista de vereadores de Resende (Rio de Janeiro)
Esta é a lista de vereadores de Resende, município brasileiro do estado do Rio de Janeiro.
A Câmara Municipal de Resende é formada por dezessete representantes. O salão principal chama-se Plenário Jorge Miguel Jayme.

## Legislatura de 2021–2024
Estes são os vereadores eleitos nas eleições de 15 de novembro de 2020, pelo período de 1° de janeiro de 2021 a 31 de dezembro de 2024:
| Mesa Diretora (2021-2022)       |                       |                        |                           |
| Nome                            | Início do mandato     | Fim do mandato         | Cargo                     |
| Reginaldo Paulo da Silva (PODE) | 1º de janeiro de 2021 | 31 de dezembro de 2022 | Presidente da Câmara      |
| Renan Marassi Magalhães (PL)    | 1º de janeiro de 2021 | 31 de dezembro de 2022 | Vice-presidente da Câmara |
| Wilson Nunes Duarte Júnior (PL) | 1º de janeiro de 2021 | 31 de dezembro de 2022 | 1º Secretário             |
| Raphael Mariano Fernandes (PSD) | 1º de janeiro de 2021 | 31 de dezembro de 2022 | 2º Secretário             |

|    | Nome                                                                               | Partido                          | Votos | %    | Observações |
| -- | ---------------------------------------------------------------------------------- | -------------------------------- | ----- | ---- | ----------- |
| 1  | Reginaldo Paulo da Silva, Engenheiro Passos (2021-2022) (Resende, 28.04.1982–)     | Podemos (PODE)                   | 1.808 | 2,78 | 2º mandato  |
| 2  | Renan Marassi Magalhães (Resende, 08.07.1991–)                                     | Partido Liberal (PL)             | 1.721 | 2,64 | 2º mandato  |
| 3  | David Manuel de Jesus Silva, Davi do Esporte Agora É (Rio de Janeiro, 23.01.1978–) | Democratas (DEM)                 | 1.542 | 2,37 | 2º mandato  |
| 4  | Alessandro Soares Ritton (Resende, 02.12.1976–)                                    | Democratas (DEM)                 | 1.079 | 1,66 | 2º mandato  |
| 5  | Soraia Balieiro Nunes (Resende, 02.05.1965–)                                       | Partido Social Democrático (PSD) | 970   | 1,49 | 2º mandato  |
| 6  | Luiz Henrique Sene de Brito Guimarães, Hick Sene (Rio de Janeiro, 02.06.1987–)     | Democratas (DEM)                 | 963   | 1,48 | 2º mandato  |
| 7  | Raphael Mariano Fernandes, Kael (Resende, 19.09.1986–)                             | Partido Social Democrático (PSD) | 897   | 1,38 | 1º mandato  |
| 8  | Nelson da Silveira Diniz, Nelsinho Diniz (Resende, 27.07.1967–)                    | Democratas (DEM)                 | 876   | 1,34 | 1º mandato  |
| 9  | Matheus de Oliveira (Resende, 07.06.1994–)                                         | Podemos (PODE)                   | 871   | 1,34 | 1º mandato  |
| 10 | Tiago Forastier de Almeida (Resende, 07.12.1979–)                                  | Progressistas (PP)               | 844   | 1,30 | 2º mandato  |
| 11 | Roque Cerqueira da Silva (Mairi, 15.11.1948–)                                      | Partido Liberal (PL)             | 796   | 1,22 | 2º mandato  |
| 12 | Wilson Nunes Duarte Júnior, Professor Wilson (Resende, 24.04.1982–)                | Partido Liberal (PL)             | 730   | 1,12 | 1º mandato  |
| 13 | Edson Vieira Miranda, Peroba (São João de Meriti, 08.02.1970–)                     | CIDADANIA                        | 650   | 1,00 | 2º mandato  |
| 14 | Fábio Lucas Souza de Almeida (Resende, 29.08.1990–)                                | AVANTE                           | 635   | 0,97 | 1º mandato  |
| 15 | Pedro Paulo Narciso, Paulinho do Futsal (Resende, 03.06.1973–)                     | CIDADANIA                        | 616   | 0,95 | 1º mandato  |
| 16 | Márcia Maria de Oliveira Lima (Nova Cruz, 14.05.1973–)                             | REPUBLICANOS                     | 569   | 0,87 | 1º mandato  |
| 17 | José Antônio Nogueira, Zé Antônio PHV (Raul Soares, 26.10.1966–)                   | Patriota (PATRI)                 | 412   | 0,63 | 1º mandato  |

## Legislatura de 2017–2020
Estes são os vereadores eleitos nas eleições de 2 de outubro de 2016, pelo período de 1° de janeiro de 2017 a 31 de dezembro de 2020:
|    | Nome                                                                       | Partido                                            | Votos | %    | Observações |
| -- | -------------------------------------------------------------------------- | -------------------------------------------------- | ----- | ---- | ----------- |
| 1  | Reginaldo Paulo da Silva, Engenheiro Passos (Resende, 28.04.1982–)         | Partido Socialista Brasileiro (PSB)                | 1.197 | 1,80 | 1º mandato  |
| 2  | Edson Vieira Miranda, Peroba (2019-2020) (São João de Meriti, 08.02.1970–) | Partido Popular Socialista (PPS)                   | 1.179 | 1,77 | 1º mandato  |
| 3  | Francisco Stenio Aguiar Cunha (Martinópole, 02.02.1953–)                   | Partido Progressista (PP)                          | 1.175 | 1,76 | 1º mandato  |
| 4  | Renan Marassi Magalhães (Resende, 08.07.1991–)                             | Partido Popular Socialista (PPS)                   | 1.090 | 1,64 | 1º mandato  |
| 5  | Tiago Forastier de Almeida (Resende, 07.12.1979–)                          | Partido Social Cristão (PSC)                       | 1.084 | 1,63 | 1º mandato  |
| 6  | David Manuel de Jesus Silva, Davi Agora É 15 (Resende, 23.01.1978–)        | Partido do Movimento Democrático Brasileiro (PMDB) | 1.044 | 1,57 | 1º mandato  |
| 7  | Joaquim Romério de Almeida (2017-2018) (Bocaina de Minas, 23.05.1959–)     | Partido do Movimento Democrático Brasileiro (PMDB) | 1.027 | 1,54 | 1º mandato  |
| 8  | Luiz Henrique Sene de Brito Guimarães, Hick Sene (Resende, 02.06.1987–)    | Partido Social Democrático (PSD)                   | 1.022 | 1,53 | 1º mandato  |
| 9  | Odair José Ozorio (Resende, 30.12.1973–)                                   | Partido Social Democrático (PSD)                   | 944   | 1,42 | 1º mandato  |
| 10 | Soraia Balieiro Nunes (Resende, 02.05.1965–)                               | Partido Socialista Brasileiro (PSB)                | 935   | 1,40 | 1º mandato  |
| 11 | Cláudio Oliveira de Araújo (Volta Redonda, 28.09.1965–)                    | Partido do Movimento Democrático Brasileiro (PMDB) | 836   | 1,26 | 1º mandato  |
| 12 | Roque Cerqueira da Silva (Mairi, 15.11.1948–)                              | Partido Democrático Trabalhista (PDT)              | 787   | 1,18 | 1º mandato  |
| 13 | Tiago Vieira Martins da Silva, Tisga (Resende, 20.08.1985–)                | Partido Popular Socialista (PPS)                   | 677   | 1,02 | 1º mandato  |
| 14 | Sílvio da Fonseca, Tivo (Bananal, 06.04.1963–)                             | Partido Progressista (PP)                          | 668   | 1,00 | 1º mandato  |
| 15 | Alessandro Soares Ritton (Resende, 02.12.1976–)                            | Partido Popular Socialista (PPS)                   | 646   | 0,97 | 1º mandato  |
| 16 | Sérgio Pereira Lima (São Paulo, 05.11.1973–)                               | Partido Republicano Brasileiro (PRB)               | 612   | 0,92 | 1º mandato  |
| 17 | Caio Marcelo Brauer de Freitas Sampaio (Resende, 23.01.1975–)              | Rede Sustentabilidade (REDE)                       | 401   | 0,60 | 1º mandato  |

## Legenda
| Cor  | Significado          |
| Bege | Presidente da Câmara |
| Azul | Suplente             |